# Sarah Winkenstette
Sarah Winkenstette (* 2. Januar 1980 in Rheda-Wiedenbrück) ist eine deutsche Filmregisseurin und Drehbuchautorin. Ihr Spielfilmdebüt Zu weit weg wurde auf nationalen und internationalen Festivals ausgezeichnet und kam im März 2020 in die deutschen Kinos.

## Leben und Wirken
Winkenstette begann ihre berufliche Tätigkeit 2000 als Volontärin bei Bertelsmann. Von 2003 bis 2005 besuchte sie die RTL Journalistenschule in Köln. Im Anschluss arbeitete sie für verschiedene Kinder-Fernsehformate von ZDFtivi und WDR. Von 2007 bis 2011 studierte sie an der Kölner Kunsthochschule für Medien. Ihr Abschlussfilm Gekidnapped wurde mehrfach ausgezeichnet. Im März 2020 kam ihr Spielfilmdebüt Zu weit weg in die deutschen Kinos.

## Filmografie (Auswahl)

### Als Regisseurin
- 2009: Bienenstich ist aus (Kurzfilm)
- 2010: Sturmfrei (Kurzfilm)
- 2011: Gekidnapped (Kurzfilm)
- 2012–2018: Kann es Johannes? (Dokuserie)
- 2013, 2015: Die Jungs-WG (Dokuserie)
- 2016: Let’s talk. Weil Meinung zählt! (Talkshow)
- 2018: Willkommen bei Familie Clown (Serie)
- 2020: Schloss Einstein (Fernsehserie, 4 Folgen)
- 2020: Ein Sommer an der Moldau (Fernsehfilm)
- 2020: Zu weit weg (Kinofilm)
- 2024: Grüße vom Mars (Kinderspielfilm)

### Als Drehbuchautorin
- 2009: Bienenstich ist aus (Kurzfilm)
- 2010: Sturmfrei (Kurzfilm)
- 2011: Gekidnapped (Kurzfilm)

## Auszeichnungen (Auswahl)
- 2011/2012
  - Gyphon Award für den besten Kurzfilm, Alterssektion 10+ – Int. Film Festival Giffoni, Italien für Gekidnapped
  - MARCINEK für den besten Kurzspielfilm – IYAFF Ale Kino, Polen für Gekidnapped
  - Camerio Award für den besten Kurzfilm – Carrousel international du film de Rimouski, Kanada für Gekidnapped
  - Audience Award – European Film Festival of Lille, Frankreich für Gekidnapped

- 2014
  - Preisträgerin des Goldenen Spatz für Kann es Johannes?, Folge: BMX
  - Nominierung für den Grimme-Preis in der Kategorie Einzelsendung/Unterhaltung für Die Jungs-WG – Ohne Eltern in den Schnee[2]

- 2019/2020
  - ECFA AWARD – European Children’s Film Association – Smile International Film Festival in New Delhi (India) für Zu weit weg
  - Teen Screen Award – Molodist Film Festival für Zu weit weg
  - ECFA AWARD – European Children’s Film Association – Oulu International Children’s and Youth Film Festival (Finnland) für Zu weit weg
  - Das kleine Goldene Auge – Zurich Int. Film Festival für Zu weit weg
  - Kinder- und Jugendfilmpreis des Goethe-Instituts – Schlingel Int. Film Festival für Zu weit weg